# Fagernes
Fagernes är en tätort och stad i landskapet Valdres i Norge. Fagernes är centralort i Nord-Aurdals kommun i Innlandet fylke och ligger vid insjön Strondafjorden – eller Strøndafjorden som sjön heter lokalt. 

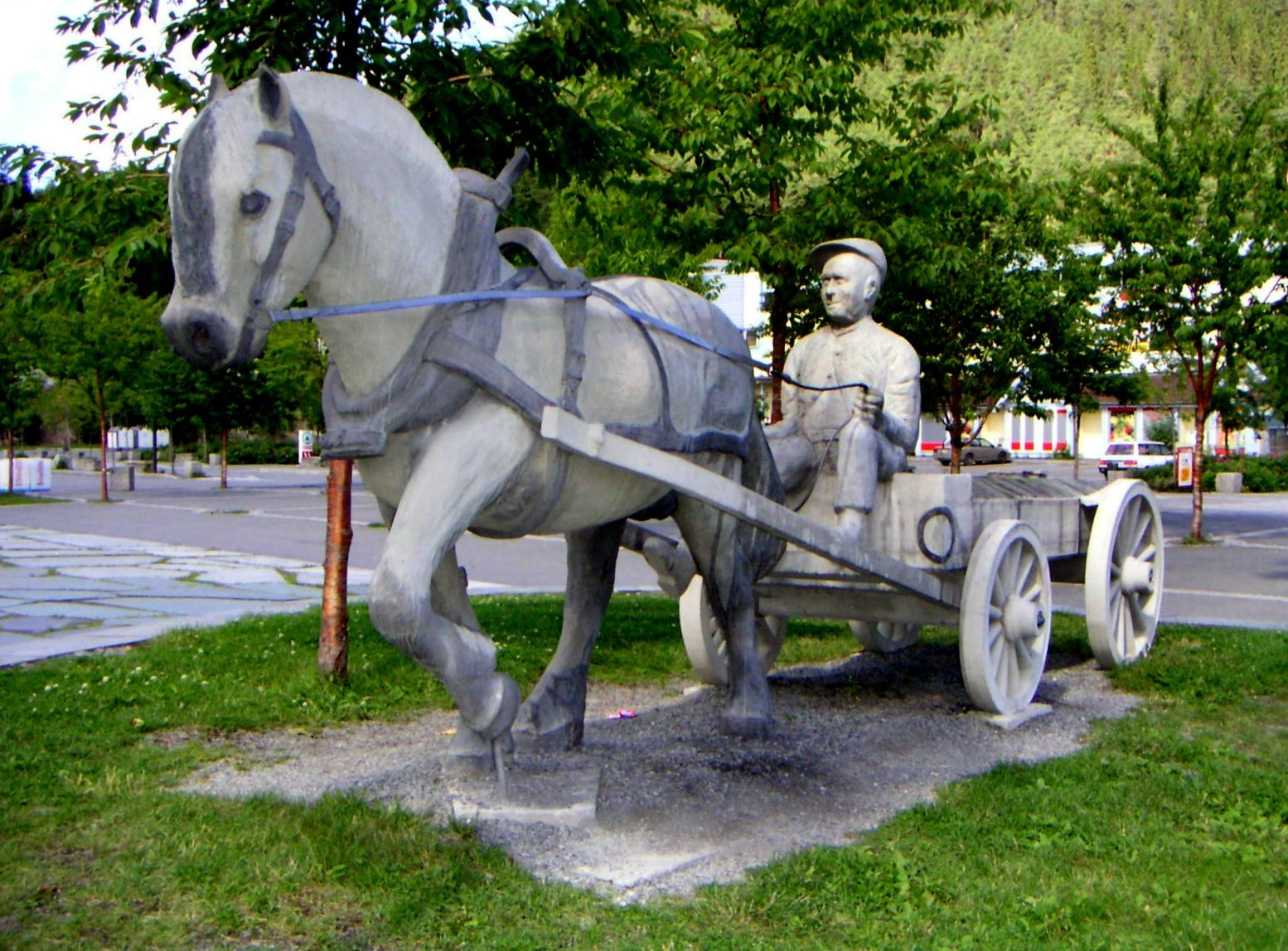
Skulptur på Skiferplassen till minne av människorna och djuren vid Valdres skifferbrott, Øystre Slidre.

Staden är ett viktigt turistcenter och knutpunkt med goda kommunikationer till Oslo, Gol, Gudbrandsdalen, Jotunheimen och Vestlandet. Europaväg E16 passerar orten. Från öppnandet 1906 och fram till 1991 var Fagernes Valdresbanans ändstation. Efter att Norges parlament Stortinget beslutat att lägga ned banan och sista ordinära tåget gått på spåret den 31 december 1988, var det bara några få tåg per år som trafikerade banan. 1991 revs rälsen mellan Fagernes och Leira upp, och 2003 försvann även rälsen mellan Leira och Bjørgo. Det har anlagts en gång- och cykelväg på banvallen. Den gamla stationsbyggnaden finns fortfarande kvar och här finns nu souvenirförsäljning. Fagernes flygplats, Leirin, öppnades 1987. Valdres Folkemuseum, ett av Norges största friluftsmuseer, ligger i Fagernes. 
Lokaltidningen Avisa Valdres huvudkontor ligger i Fagernes. Härifrån sänds även Valdres Radio.
Orten har två skolor, Nord-Aurdal Ungdomsskole (NAUS) och Fagernes skole som är ortens barneskole. Det finns ett flertal hotell och campingplatser, bland andra Fagernes Hotell, Fagerlund Hotell och Fagernes Camping.

## Historik
Fagernes kom till runt 1857, då de första affärsrörelserna startade. Fagernes fick sitt första hotell 1875, och när Valdresbanan drogs genom orten 1906 fick den ett kraftigt uppsving.
Den 14 juni 2007 beslutade kommunstyrelsen i Nord-Aurdals kommun att Fagernes skulle få stadsstatus. Beslutet genomfördes den 8 september 2007. Denna dag firade Fagernes sitt 150-årsjubileum.